# Mycale kolletae
Mycale kolletae är en svampdjursart som beskrevs av Carballo och L. Hajdu 200. Mycale kolletae ingår i släktet Mycale och familjen Mycalidae.
Artens utbredningsområde är Namibia. Inga underarter finns listade i Catalogue of Life.